# IC 2856
IC 2856 ist eine Spiralgalaxie vom Hubble-Typ Sab im Sternbild Becher. Sie ist schätzungsweise 288 Millionen Lichtjahre von der Milchstraße entfernt.
Das Objekt wurde im Mai 1900 von DeLisle Stewart entdeckt.